# Dimitrios Sawas
Dimitrios Sawas (gr. Δημήτρης Σάββας; ur. 17 września 1939 we Florinie) – grecki zapaśnik walczący w stylu klasycznym. Dwukrotny olimpijczyk. Odpadł w eliminacjach w Tokio 1964 i Meksyku 1968. Walczył w kategorii 70 – 78 kg.
Wicemistrz igrzysk śródziemnomorskich w 1967; trzeci w 1963 i 1971 roku.